# 高橋宗司
高橋 宗司（たかはし そうし、1993年2月2日 - ）は日本の元陸上競技選手。専門は長距離走。宮城県東松島市出身。利府高等学校・青山学院大学教育人間科学部教育学科卒業。

## 経歴
- 2011年3月、青山学院大学入学直前に発生した東日本大震災による津波に宮城県にある実家が襲われる。高橋はすでに東京の寮におり難を逃れたが、実家にいた4歳年上の姉を亡くした。姉は箱根駅伝好きの元陸上選手であり、高橋が陸上を始めたのも姉の影響からであった。高橋はショックにより夏まで練習もままならない状態であったが、原晋監督の助言に励まされつつ実力を付けていく。
- 2012年6月、スリランカで開催されたアジアジュニア陸上競技選手権大会男子10000mに大学の後輩である神野大地とともに出場。31分54秒63の記録で走り、2位入賞した神野に次ぐ3位入賞を果たした。
- 2013年1月、第89回箱根駅伝で念願の箱根駅伝初出走。8区を担当し初出場ながら区間賞の力走。前年の第88回箱根駅伝で2区を走り区間賞を獲得した出岐雄大に続く青山学院大学史上2人目の箱根駅伝区間賞獲得であった。[1]
- 2015年1月、第91回箱根駅伝で2年前に区間賞を獲得した8区を担当し、再び区間賞を獲得。青山学院大学も同校史上初の往路優勝・復路優勝・総合優勝を達成した。[2]
- 2015年4月、箱根駅伝で複数回区間賞を獲得した実力者としては珍しく実業団選手として陸上競技を続行せず、アサヒ飲料に就職した。

## 人物・エピソード
- 歴代の箱根駅伝を走った青山学院大学の選手で、初めて区間賞を複数回獲得した選手である。
- 好物はあんこ。
- 2015年の24時間テレビ 「愛は地球を救う」では、「つなぐ」というテーマのもと、きゃりーぱみゅぱみゅ、山中伸弥、桂歌丸、羽生結弦など高橋のほか14名の著名人らと共にチャリTシャツのデザインを担当した[3]。
- 2015年12月6日、自身初のフルマラソンとして、第31回那覇マラソンに出場。2時間39分16秒のタイムで完走し、男子の部で総合第6位に入賞した。
- 公式選手としてでは無いが、市民ランナーとして陸上を続けていることを公表している。2016年3月8日放送のTBS系列の夕方のニュース番組『Nスタ』では、このことも含めて特集で取り上げられた。その後、2016年春のスポーツコラムのインタビュー特集で、箱根駅伝直後は一旦陸上を完全に離れたが、「やはり何処か諦め切れない自分がいた」と、趣味で陸上を続けていることを公表し、2016年正月の箱根駅伝で青山学院大学の後輩が成し遂げた完全優勝、連覇の活躍を見て「それまで以上に強い後押しを受けた。陸上への思いが更に再燃し、本格的に陸上を再開しようと決意した。いつかは自分も実業団に入って選手として走りたい」と語っている。そして、2016年4月からはトラックレースに本格的にエントリーし出走している。ちなみに就職したアサヒホールディングスは2016年度から陸上部を創設し、大学の1年後輩でもあった伊藤弘毅が所属している。